# Arby's
Arby's är en amerikansk multinationell snabbmatskedja som säljer chokladfondant, friterade kycklingbitar, iste, kakor, läsk, lökringar, macaroni and cheese, milkshakes, pajer, pommes frites, potatisbullar, potatischips, sallader, smörgåsar och wraps. De hade 2022 omkring 3 500 restauranger i Japan, Kanada, Kuwait, Qatar, Saudiarabien, Sydkorea, Turkiet och USA. Restaurangkedjan ägs av förvaltningsbolaget Inspire Brands.

## Historik
Företaget grundades den 23 juli 1964 i Boardman i Ohio av bröderna Forrest Raffel och Leroy Raffel och initialt ville de att företaget skulle heta Big Tex, men det var upptaget. De valde istället Arby's som namn, för uttalet låter som "R.B.", en akronym för Raffel Brothers. Bröderna var redan verksamma inom branschen som tillverkar och säljer utrustningar till restauranger, de tyckte att snabbmatsindustrin hade plats även för snabbmatsrestauranger som inte var inriktade på just hamburgare. I början sålde de bara smörgåsar med rostbiff, potatischips och läsk men med tiden har snabbmatskedjans meny utökats kraftigt. 1976 sålde bröderna Arby's till Royal Crown Cola Company för 18 miljoner amerikanska dollar. 1981 inledde man internationell expansion av Arby's när man öppnade en restaurang i Japan. 1984 blev Royal Crown uppköpta av DWG Corporation, som blev 1992 Triarc Companies. 1997 sålde man 355 restauranger till franchisetagaren RTM Restaurant Group för 71 miljoner dollar. 2002 köpte man restaurangkedjans andra största franchiseföretag, det konkurshotade Sybra och dennes 239 restauranger för åtta miljoner dollar mot att Triarc investerade 14,5 miljoner i Sybra. Tre år senare köpte Arby's just upp RTM för 175 miljoner dollar. 2008 köpte Triarc snabbmatskonkurrenten Wendy's för 2,2 miljarder dollar och bytte namn till Wendy's/Arby's Group. Den 13 juni 2011 sålde de 81,5% av Arby's till riskkapitalbolaget Roark Capital Group för 430 miljoner dollar. I februari 2018 förvärvade Roark även Buffalo Wild Wings och grundade samtidigt Inspire Brands, The Wendy's Company (före detta Wendy's/Arby's Group) gick med på att reducera sin aktieandel från 18,5% till 12,3%. I augusti det året meddelade Wendy's att man hade sålt andelen till Roark för 450 miljoner dollar. Totalt fick The Wendy's Company 880 miljoner dollar för försäljningen av Arby's, de hade också fått uppemot en miljard dollar i utdelningar för de sju år som minoritetsägare i Arby's.